# Didihat
Didihat (hindi डीडीहाट) – miasto w północnych Indiach w stanie Uttarakhand, na pogórzu Himalajów Wysokich.
Populacja miasta w 2001 roku wynosiła 4805 mieszkańców.